# Mondial de l'automobile de Paris 2022
L'édition 2022 du Mondial de l'Automobile de Paris (ou Mondial de l'Auto) est un salon international de l'automobile, qui se tient du 17 au 23 octobre 2022 au Parc des expositions de la porte de Versailles, à Paris. Il intègre cette année la Paris Automotive Week, rassemblant le Mondial de l'Auto et le salon professionnel Equip Auto.

## Présentation
Cette édition 2022 fête les 124 ans de l' « Exposition Internationale de l’Automobile, du Cycle et des Sports » née à Paris en 1898, et la 121e édition depuis sa création.
Le « Mondial de l'Auto 2022 », héritier direct de cet événement, est le plus grand salon automobile du monde sur le plan de la longévité et de la fréquentation mais aussi l'un des rares salons automobiles à subsister encore aujourd'hui.
L'affiche de cette édition 2022 est dévoilée en mars de la même année. Elle arbore des couleurs vives qui, d'après l'organisation, représentent « un vent d'optimisme, avec une nouvelle vision de l'automobile ». Le slogan est « Revolution is on » (« la révolution est en marche » en français).
L'édition 2022 du Mondial de l'automobile de Paris est la première organisée par Hopscotch Groupe, après le licenciement en mai 2020 de l'équipe organisatrice du Mondial depuis 1990 AMC Promotion par les actionnaires d’Hopscotch et de la PFA.
Se déroulant sur une seule semaine, la fréquentation est en chute libre avec 397 812 entrées payantes, alors que les éditions précédentes dépassaient le million d'entrées.
C'est aussi l'édition la plus décriée par le public et la presse, avec l'absence de nombreux constructeurs, où il est plus rapide de compter les présents que les absents, et le peu de surface consacrée aux automobiles avec seulement 3 halls d'exposition mais sans l'historique Hall 1.
L'organisateur de l'évènement prévoit néanmoins une édition 2024 avec plus de constructeurs et sur une durée de deux semaines.

### Fréquentation
Le salon se déroule pour le public de 9h30 à 22h30 du 18 au 23 octobre 2022 (19h le dimanche), le 17 octobre étant dédié uniquement à la presse internationale, et le salon Equip Auto s'arrête le 22 octobre.
La fréquentation chute à moins de 400 000 entrées contre plus d'un million lors de l'édition de 2018.

## Exposition
Le salon s'expose dans les halls 3, 4 et 6 du Parc des Expositions parisien.
Peu de constructeurs sont présents lors de cette édition.
Les constructeurs présents lors de cette édition : 
- Alpine
- BYD
- Dacia
- Devalliet
- DS Automobiles
- Fisker
- Hopium
- Jeep[11]
- Microlino
- NamX
- Ora
- Peugeot
- Renault
- Smart
- Vinfast[12]

Les constructeurs absents lors de cette édition : 
- Abarth[11]
- Alfa Romeo
- Aston Martin
- Audi
- Bentley
- BMW[13]
- Citroën[14]
- Cupra[15]
- Ferrari
- Ford
- Honda
- Hyundai
- Infiniti
- Isuzu
- Jaguar
- Kia
- Land Rover
- Lamborghini
- Lexus
- Ligier
- Lotus
- Maserati
- Mercedes-Benz
- Mini[13]
- Porsche
- Rolls-Royce[13]
- Seat
- Škoda
- Tesla
- Volkswagen
- Volvo

## Véhicules exposés

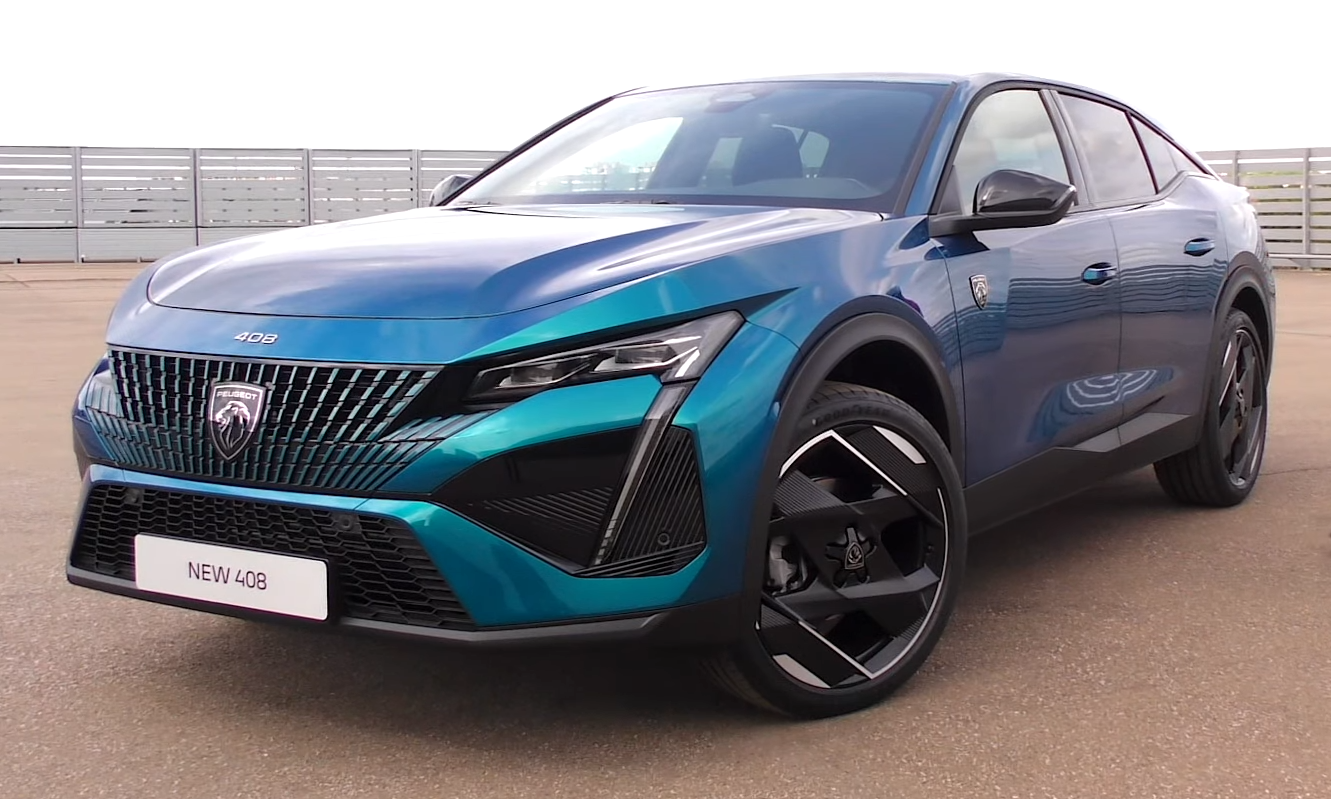
La Peugeot 408.

### Nouveautés

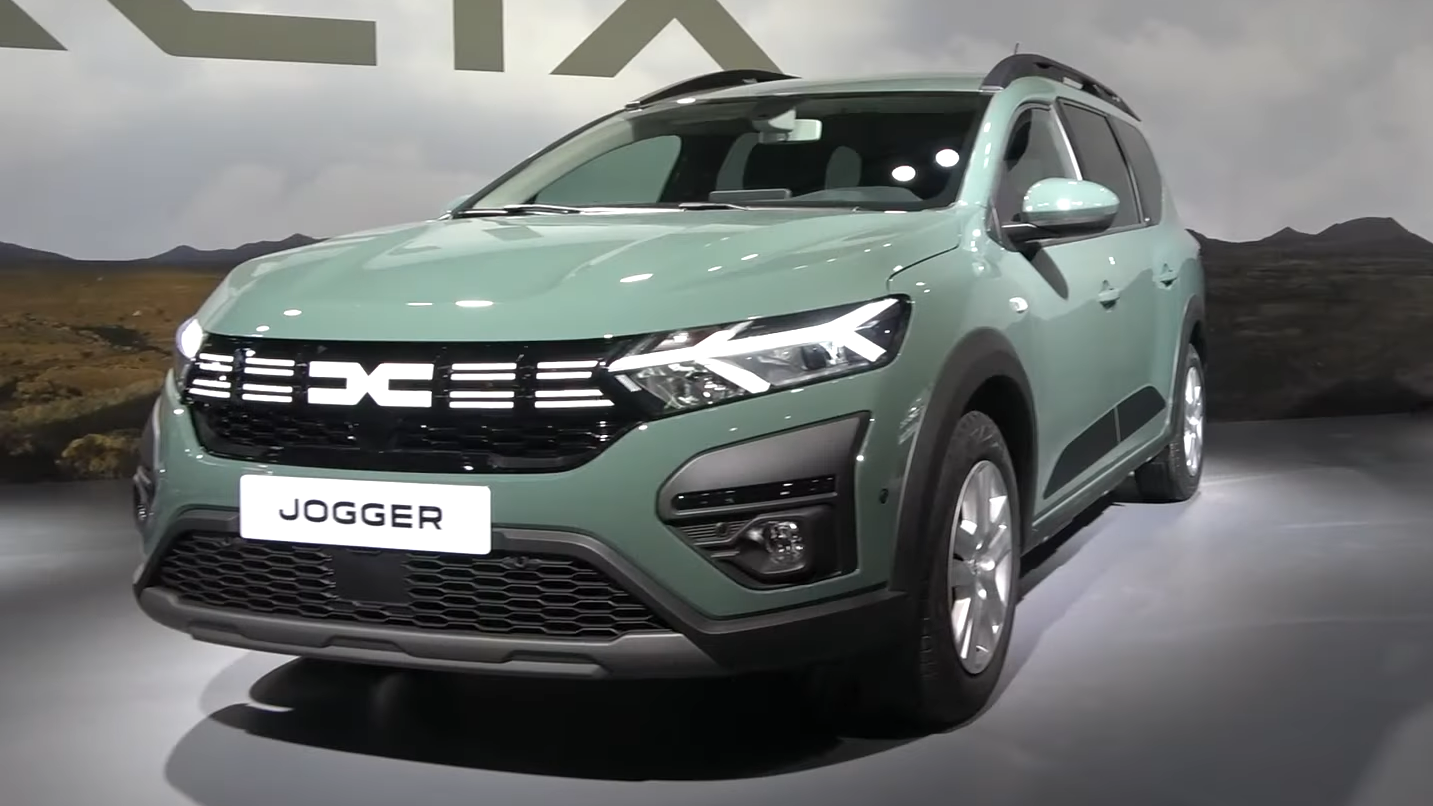
La gamme Dacia restylée avec le nouveau logo de la marque fut présentée lors de cette édition. Ici, le Dacia Jogger.

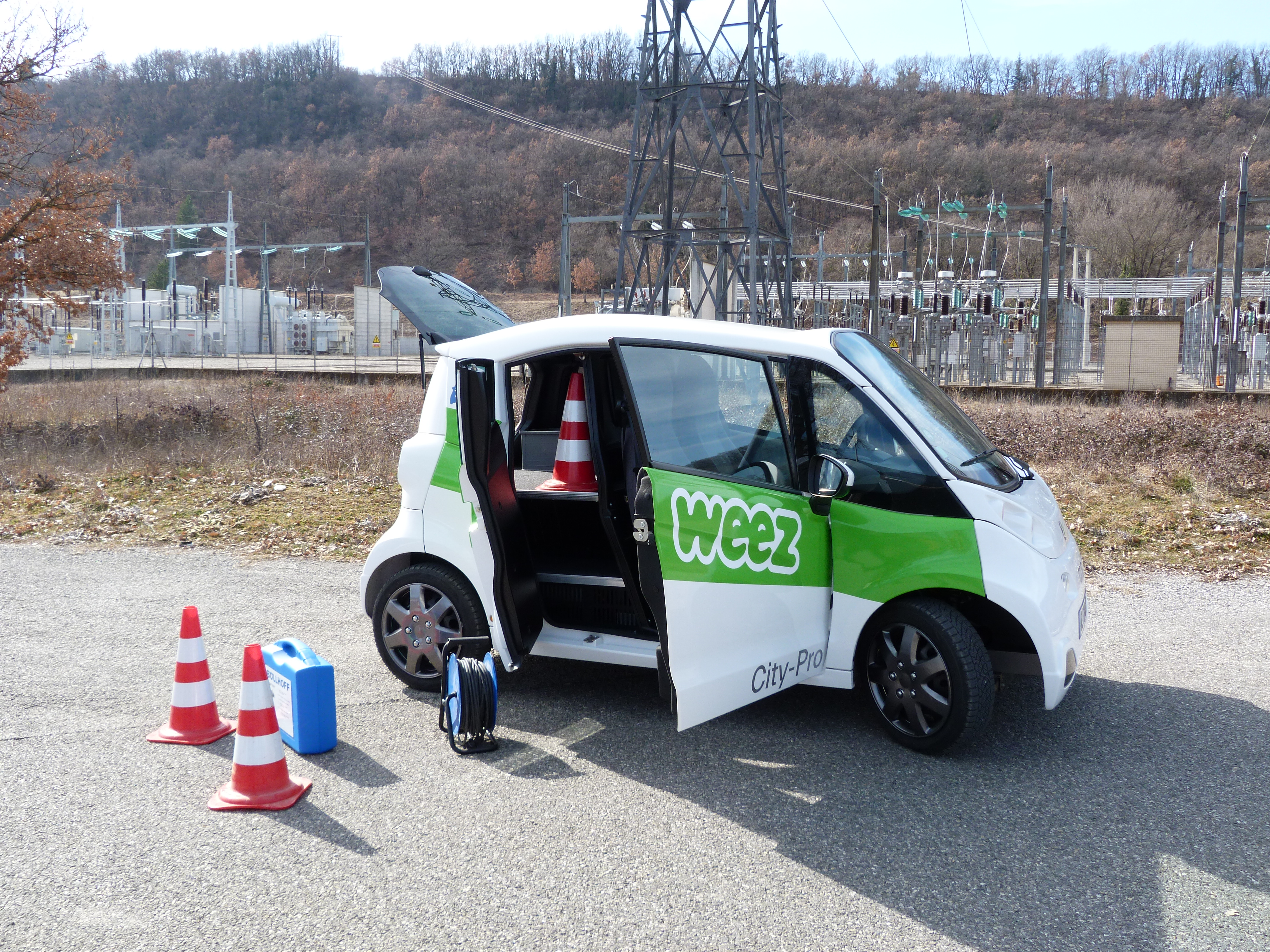
Weez City-Pro.

- Alpine A110 R[16]
- BYD Seal
- Jeep Avenger[17]
- Peugeot 408[18]
- Renault Austral[19]
- Renault Kangoo E-Tech Electric[20]
- Renault Master Van H2-Tech[21]
- Weez City-Pro[22]

### Restylages
- DS 3 - restylage et changement de nom[23],[24]
- DS 4 - mise à jour[25]
- Dacia Duster[26]
- Dacia Jogger
- Dacia Logan
- Dacia Sandero
- Dacia Spring

### Concept cars

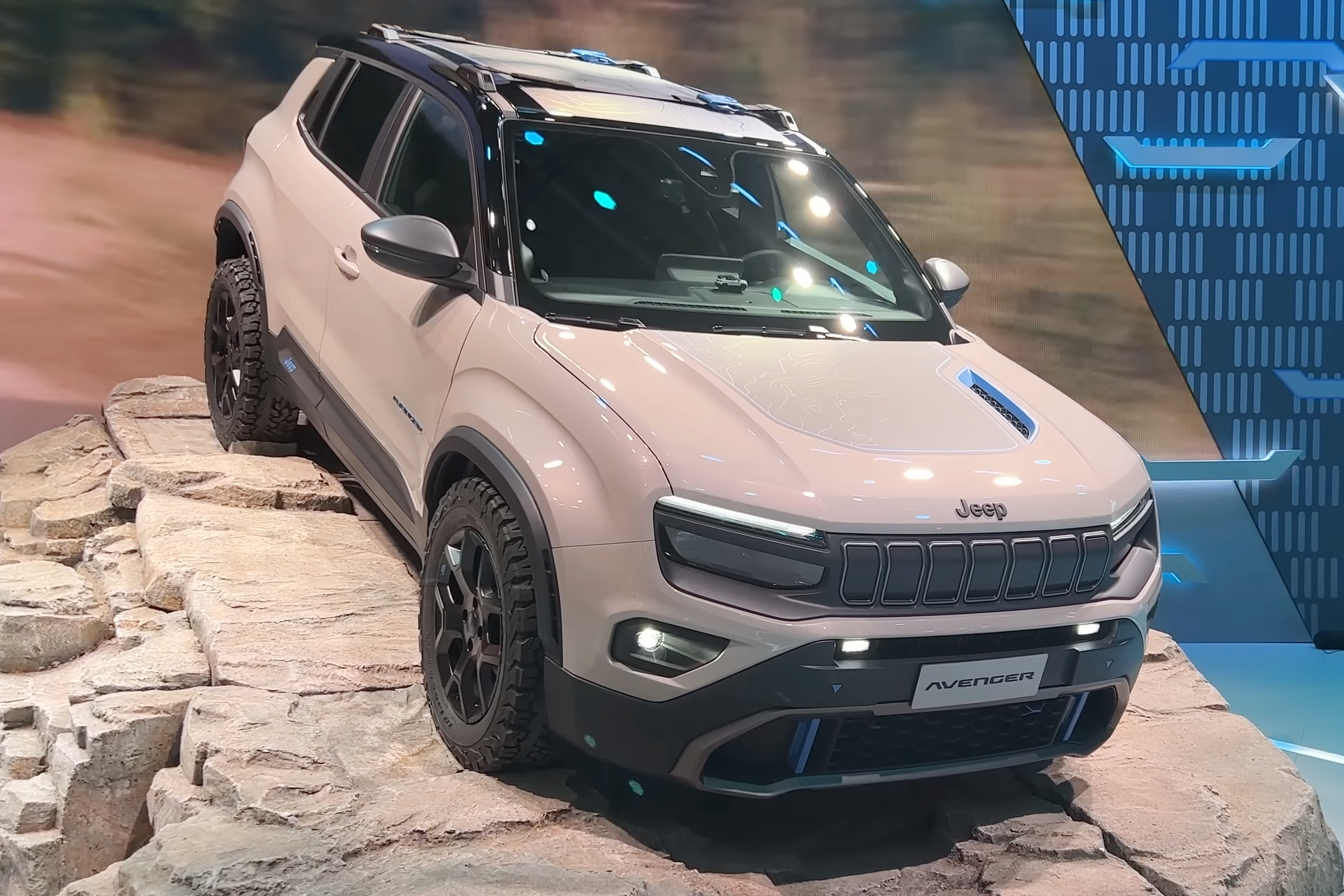
La Jeep Avenger 4xe Concept.

- Alpine Alpenglow[27]
- Beltoise BT01[28]
- CID Babieca[28]
- Hopium Machina Vision
- Jeep Avenger 4xe[29]
- KGM ERC140[28]
- Microlino Lite[30]
- Microlino Spiaggina[31]
- NamX HUV
- Peugeot 9X8[32]
- Renault 4Ever Trophy[33]
- Renault Hippie Caviar Motel[34]
- Weez City-4[35]

## Autres véhicules

### Véhicules disponibles pour un essai routier[36]
- BYD Atto 3, Tang, Han et Song
- Citroën ë-Jumpy et ë-Jumpy Hydrogen
- DFSK C35
- Ford Mustang Mach-E
- Ford e-Transit
- Hyundai Nexo
- Maxus 3 et 9
- Peugeot e-Expert et e-Expert Hydrogen
- Renault Master (20 m3)
- Renault Trucks E-Tech D (16 t)
- Seres 3
- Toyota Mirai

### Divers
D'autres véhicules présentés lors de cette édition.
- La Citroën Berlingo Fourgonnette de Caselani[37]
- La Renault Twingo 1 phase 4, rétrofitée par le petit constructeur Normand Lormauto[38],[39]
- Le vélo Aircode DRS de Lapierre en collaboration avec Alpine[40]
- Une reproduction de la Lamborghini Sián FKP 37 en briques Lego[41]
- Le scooter Peugeot e-Streetzone[32]
- Le 1000tipla de Vilebrequin[42]